# 下普雷施特滕
下普雷施特滕是奥地利施蒂利亚州格拉茨城郊县的一个市镇。总面积17.77平方公里，总人口3408人，人口密度191.8人/平方公里（2005年）。